# Hundt zu Lautterbach

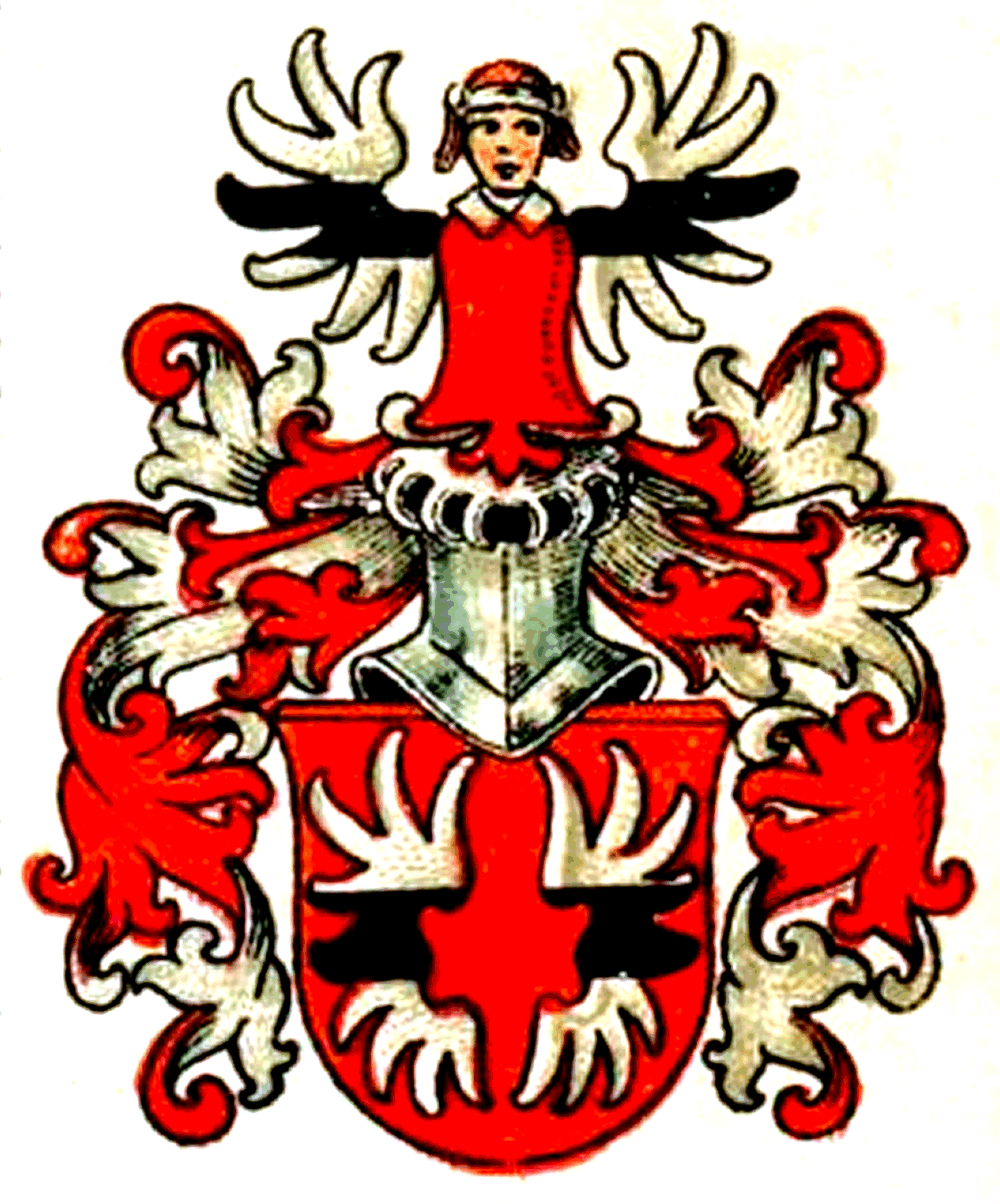
Stammwappen der Hundt zu Lautterbach

Das Geschlecht der Hundt zu Lautterbach (auch Hundt zu Lauterbach oder Hund von Lauterbach) ist ein aus der fürsterzbischöflich-salzburgischen Ministerialität hervorgegangenes oberbayerisches Uradelsgeschlecht. Die salzburgische Linie Hund von Dorfheim war seit etwa 1350 bis zu ihrem Erlöschen 1630 im Pinzgau begütert, die seit 1701 gräfliche Linie Hundt zu Lautterbach ist seit etwa 1400 im oberbayerischen Lauterbach ansässig.
Die Familie ist nicht zu verwechseln mit anderen gleichnamigen, aber nicht verwandten Adelsgeschlechtern, von denen es neun gab, die den Namen „Hundt“ oder „Hund“ führten, darunter die oberpfälzischen Hundt, die fränkischen Hund von Wenkheim oder die schlesischen Freiherren von Hundt und Alten-Grottkau.

## Geschichte

### Ursprung der altbayerischen Linie

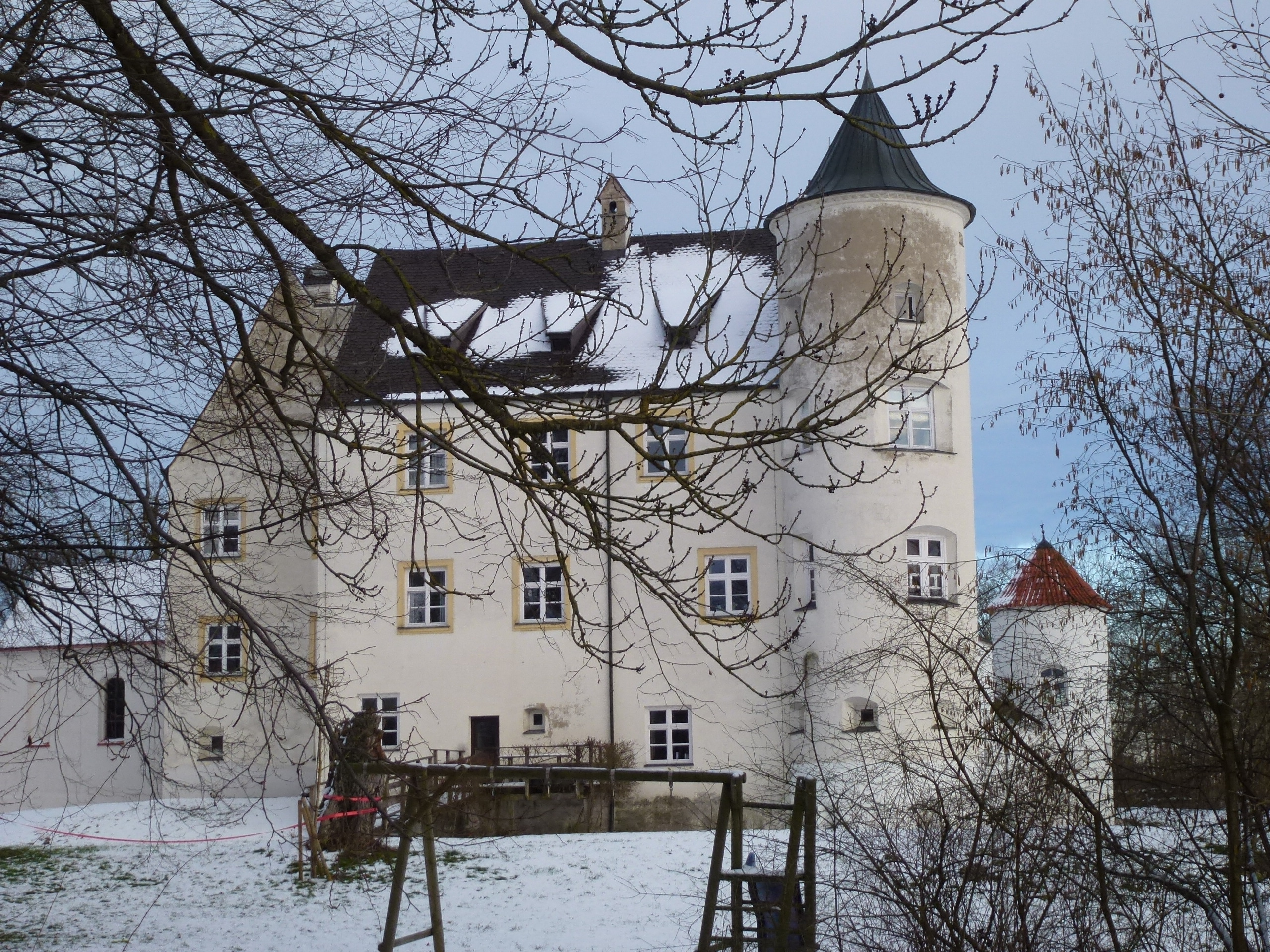
Schloss Lauterbach im Landkreis Dachau

Die altbayerischen Hundt gehen auf Hans I. Hundt (gest. 1380) zurück. Er war Pfleger auf Burg Lichtenberg im Erzstift Salzburg. Der Familienchronist Wiguleus Hundt (1514–1588) schreibt, seine Familie stamme aus dem salzburgischen Pinzgau und sei mit der Familie von der Alben und den Thorern (wohl Thor bei Saalfelden) nahe verwandt gewesen. Die gelegentlich behauptete Abstammung als Bastarde der Grafen von Plain ist unbelegt. Ab etwa Mitte des 14. Jahrhunderts waren die Hundt auf Schloss Dorfheim im Pinzgau ansässig und wurden dort Hund(t) von Dorfheim genannt.
Hans’ I. Enkel Hans III. wurde der Stammvater der altbayerischen Linie Hundt zu Lautterbach. Er heiratete Martha, die Tochter Konrad Dachauers von Lauterbach (gest. 1439), mit der Hälfte von Burg und Hofmark im oberbayerischen Landgericht Dachau. Die familiären Bindungen zum salzburgischen Pinzgau blieben mit den Nachfahren von Hans’ III. Geschwistern bis zum Aussterben des Pinzgauer Zweiges 1630 bestehen. Um 1530–70 besaßen die Hundt auch einen Freisitz im niederösterreichischen Poysdorf.

### Aufspaltung in die Linien Lauterbach, Kaltenberg und Falkenstein

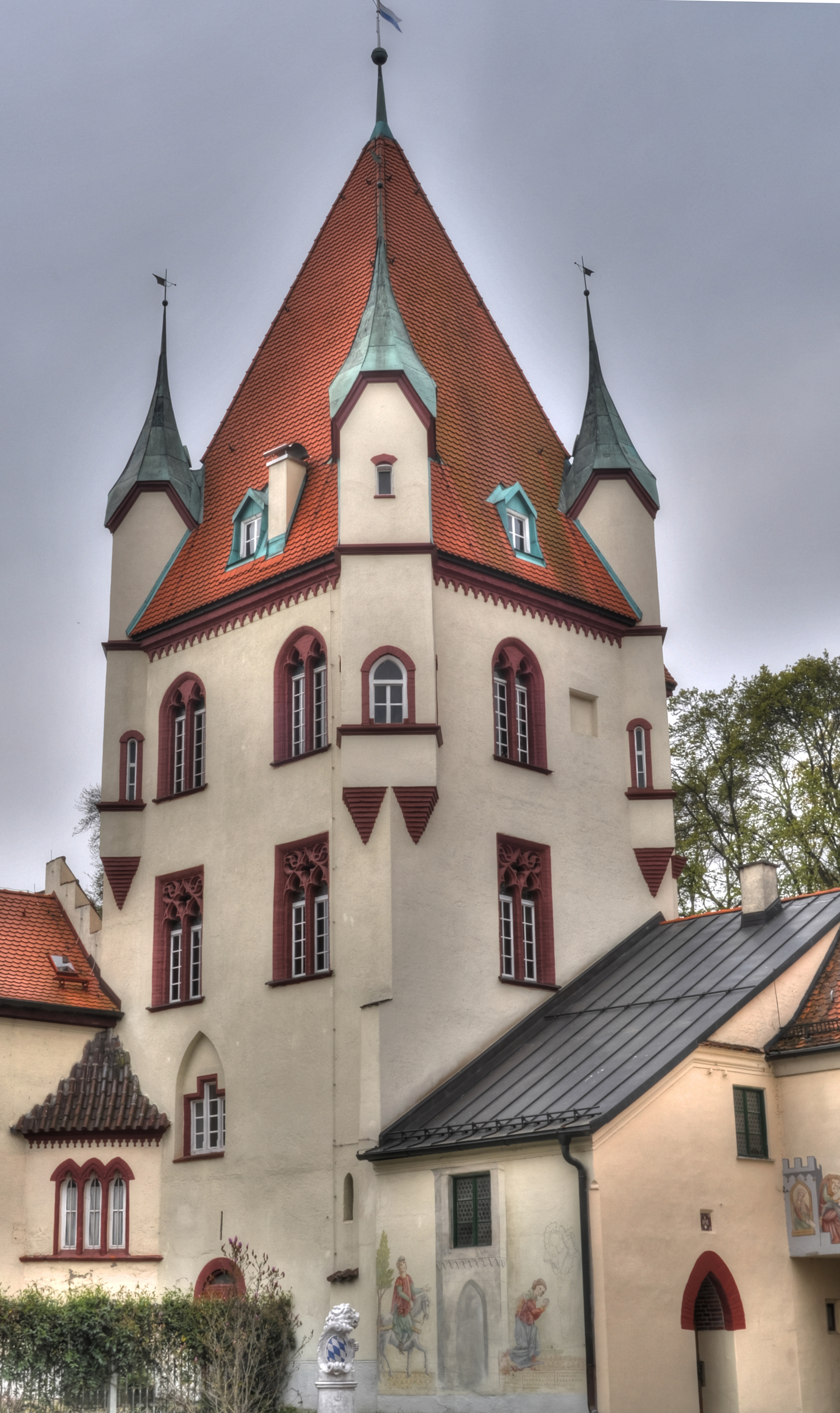
Schloss Kaltenberg im Landkreis Landsberg

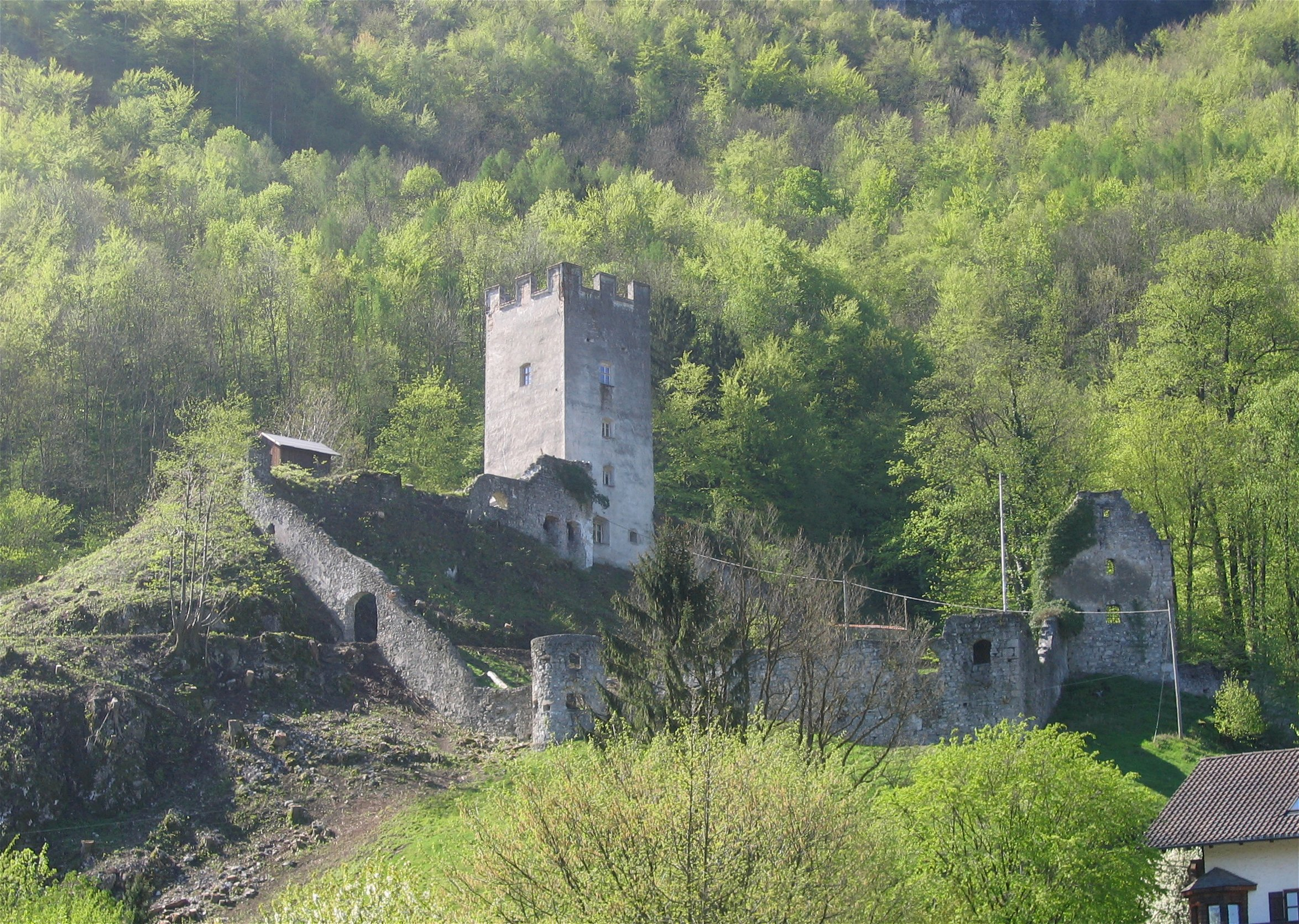
Burg Unter-Falkenstein im Landkreis Rosenheim

Die beiden erstgeborenen Söhne von Hans III. gingen bemerkenswerte Ehen ein:
- Wiguleus I. heiratete 1469 in die Augsburger Patriziergeschlecht Sulzer ein, als er sich mit der verwitweten Genoveva Reimshofer, geborene Sulzer, vermählte. Durch diese Ehe kam Schloss Kaltenberg an die Familie, das bis 1585 Familienbesitz blieb. Die Sulzer wurden 1538 in das Augsburger Patriziat aufgenommen. Aus dieser Linie stammt der Staatsmann und Geschichtsschreiber Wiguleus IV. von Hundt zu Sulzemoos.

- Der zweite Sohn aus erster Ehe, Hans IV., von 1475 bis 1481 Richter des Landgerichts Dachau, heiratete Margreth (gest. 1506), eine uneheliche Tochter des Herzogs Siegmund von Bayern (1439–1501, der von 1460 bis 1467 als Herzog von Bayern-München regierte). Die Ehe blieb kinderlos.

- Engelmar I. aus der zweiten Ehe von Hans III. setzte die Lauterbacher Hauptlinie fort. Er war mit Dorothea von Adelshofen verheiratet. Engelmars’ I. Sohn Georg oder Jörg (1503–1566) gelang es 1539, Anteile der Linie, die mittlerweile zu Kaltenberg saß, zu erwerben. Er war mit einer Tochter des Augsburger Syndikus und Ratskonsulenten Konrad Rehlinger (1470–1553) verheiratet. Das bis heute erhaltene Schloss Lauterbach, eine dreistöckige Zweiflügelanlage mit eingestelltem Treppenturm, geht in seinem Hauptbau auf Georg zurück. 1552 erwarb er von Herzog Albrecht V. die Herrschaft Falkenstein im Unterinntal für 10.000 Gulden.

- Dessen erstgeborener Sohn Hans Georg begründete die Linie Falkenstein (benannt nach Burg Unter-Falkenstein (1566–1642/1724)). 1784 ist die Burg abgebrannt.

- Der zweitgeborene Hanns Christoph erbte Lauterbach und wurde der Stammvater der bis in die Gegenwart blühenden Familie zu Lauterbach. Im Jahre 1800 kam durch Heirat das benachbarte Gut Unterweikertshofen hinzu.[1]

### Beamte und Soldaten, Domherren und Nonnen
Im Lauf der Zeit waren viele Hundt als Beamte und Soldaten nicht nur im herzoglich- bzw. kurfürstlich-bayerischen, sondern auch im Erzstift Salzburg, im Bistum Eichstätt, der Kurpfalz, Habsburger und kaiserlichen Diensten. Die Hundt lassen sich vor allem als Pfleger und Landrichter, aber auch im Hofdienst (Hofrat, Hofkammer) der bayerischen Herzöge und Kurfürsten feststellen. Ansonsten führten sie das Leben von landadeligen Hofmarksherren.
Geistliche Karrieren waren für die männlichen Abkömmlinge eher selten: Christoph Hundt (gest. 1549) aus der Linie Kaltenberg lässt sich als Eichstätter Domherr nachweisen.
Töchter lassen sich als Nonnen in führenden Positionen in den Klöstern Altenhohenau, Frauenchiemsee, Geisenfeld, Neuburg an der Donau und im württembergischen Urspring nachweisen. Im 18. Jahrhundert, unter den Kurfürsten Max Emanuel, Karl Albrecht VII. und Maximilian III. Joseph und deren Gemahlinnen, gibt es angeheiratete Gräfinnen von Hundt als Fräuleinhofmeisterinnen im Hofstaat der jeweiligen Kurfürstinnen.

### Gegenwart

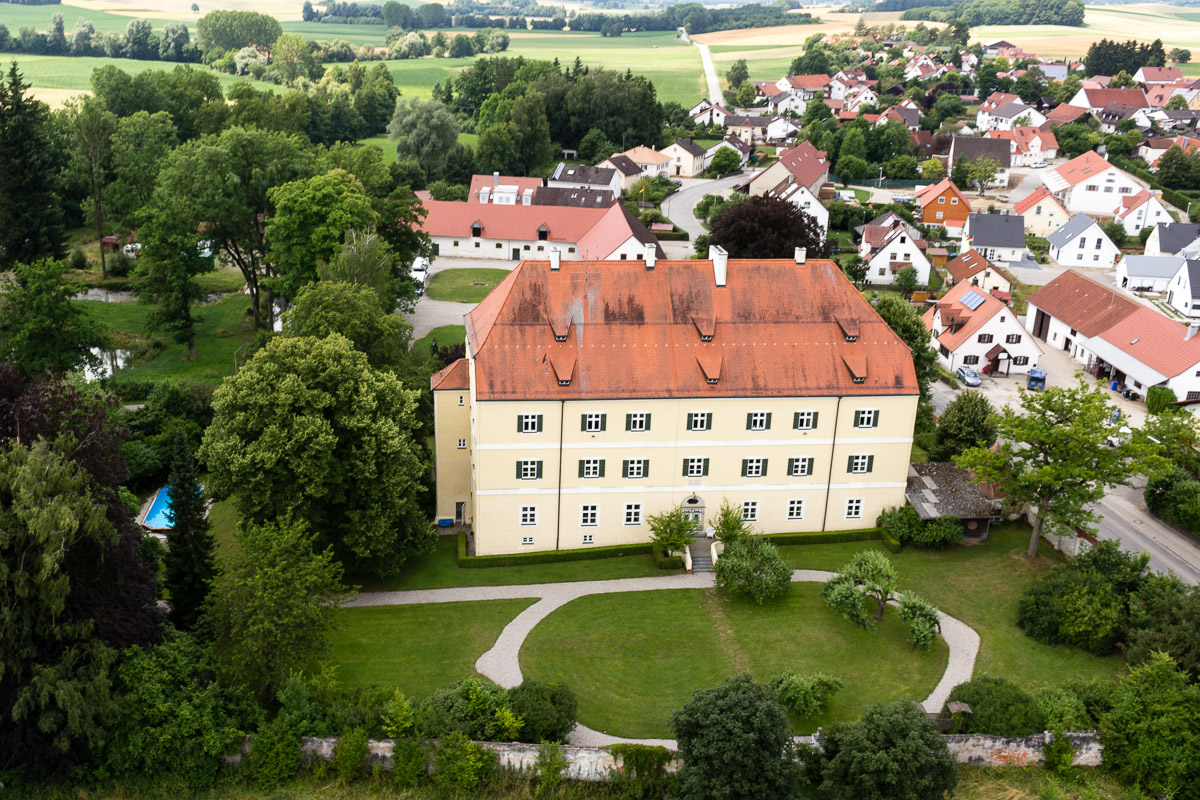
Schloss Unterweikertshofen im Landkreis Dachau

Die Familie Hundt zählt zu den wenigen noch aus dem Spätmittelalter herrührenden und bis heute blühenden Familien Altbayerns. Zweimal drohte im 20. Jahrhundert das Aussterben der Hauptlinie Lauterbach auf den Schlössern Lauterbach und Unterweikertshofen. Durch die Adoption des Hans Graf von Hundt zu Lautterbach (1932–2019), Sohn des Otto Belli von Pino und der Gerda, geborene Gräfin von Hundt zu Lautterbach, lebt der Name fort; dessen älterer Sohn Wolf Dietrich Wiguleus übernahm Weikertshofen, der jüngere Georg Christoph Maximilian lebt auf Schloss Lauterbach.

## Standeserhebungen
Die Hundt entstammten der Ministerialität und gehörten zum Niederen Adel. Seit 1470 war die Familie landsässig und mit Sitz und Stimme im oberbayerischen Landtag auf der Ritterbank (Adel) vertreten. Am 3. November 1681 wurde Franz Maximilian von Hundt zu Lauterbach und Eisolzried (1662–1706), durch den Kurfürsten Max Emanuel kurbayerischen Freiherrenstand erhoben.
Am 11. Mai 1701 verlieh Kaiser Leopold I. (reg. 1658–1705) dem Franz Maximilian und dessen Erben den Reichsgrafenstand. Da die Hundt kein reichsunmittelbares Territorium besaßen, handelte es sich um einen bloßen, vom Reichsoberhaupt erteilten Adelstitel. Die Hundt durften sich seitdem als „Hund Grafen von und zu Lauterbach“ bezeichnen und mit „Wohlgeboren“ angesprochen werden. 1703 bestätigte Kurfürst Max Emanuel die Rangerhöhung. 1812 wurden die Hundt in die Klasse der bayerischen Grafen als Grafen von Hundt zu Lautterbach immatrikuliert.

## Wappen

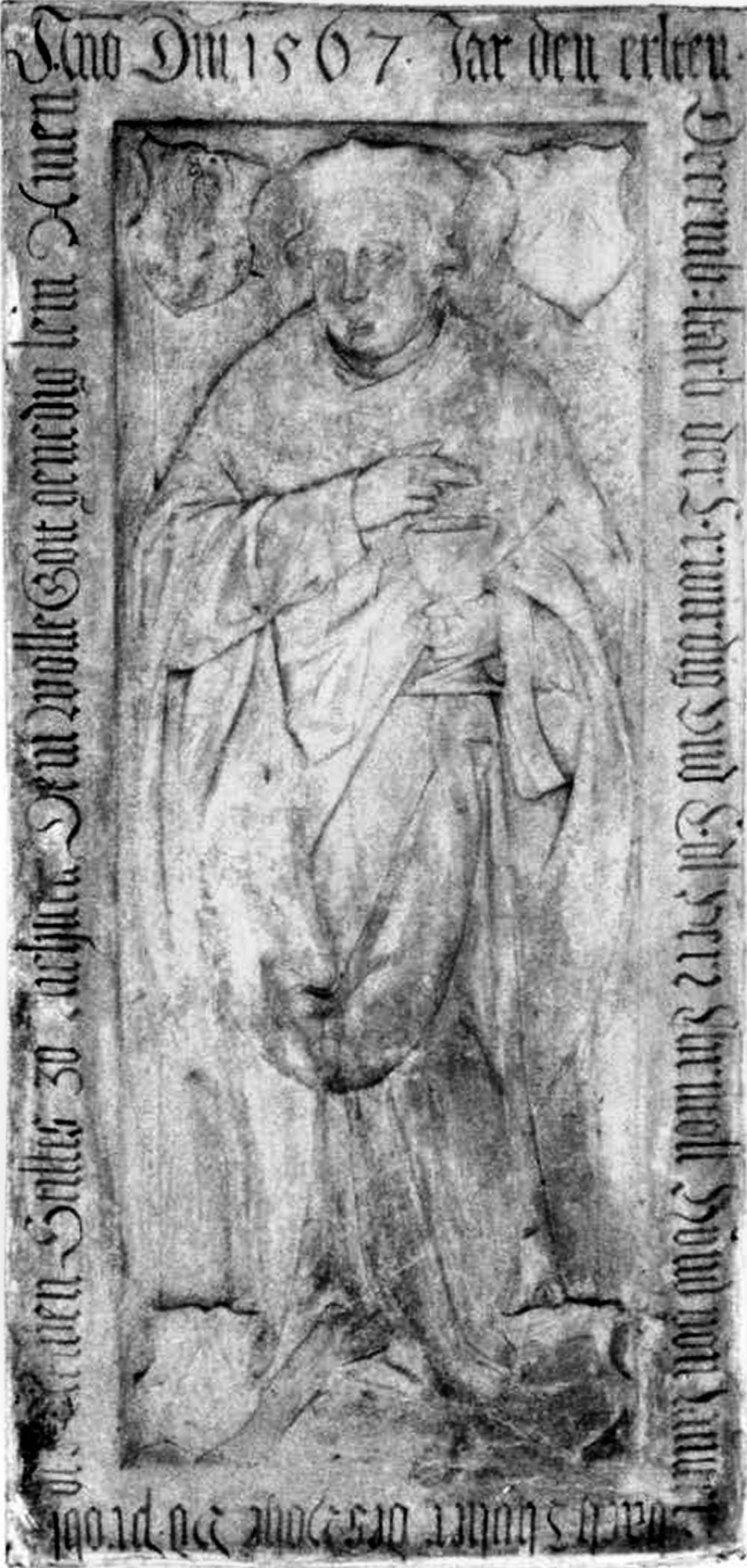
Grabplatte des Eichstätter Kanonikers Christoph Hund von Lauterbach im Mortuarium des Eichstätter Domes

Das Stammwappen zeigt in Rot zwei mit einem schwarzen Balken belegte silberne Adlerflügel. Auf dem Helm mit rot-silbernen Decken ein in Rot gekleideter Mohrenrumpf mit silberner Stirnbinde und silbernem Kragen, statt der Arme von den Flügeln des Schildbildes beseitet.
Das gemehrte Wappen ist in vier Felder unterteilt. Das erste und vierte Feld zeigt zwei mit zwei schwarzen Balken belegte silberne Adlerflügel auf rotem Grund. Die übrigen beiden Felder zeigen einen goldenen Hund auf blauem Grund. Der Hund trägt ein Halsband. Über dem Wappen sind drei Helme aufgesetzt. Der zentrale Helm zeigt den rotgekleideten Mohrenrumpf mit silberner Stirnbinde und silbernem Kragen. An Stelle der Arme sind die silbernen Adlerflügel mit zwei schwarzen Balken angesetzt. Das Motiv wird zu beiden Seiten von einem Helm mit je einem goldenen Hund flankiert.

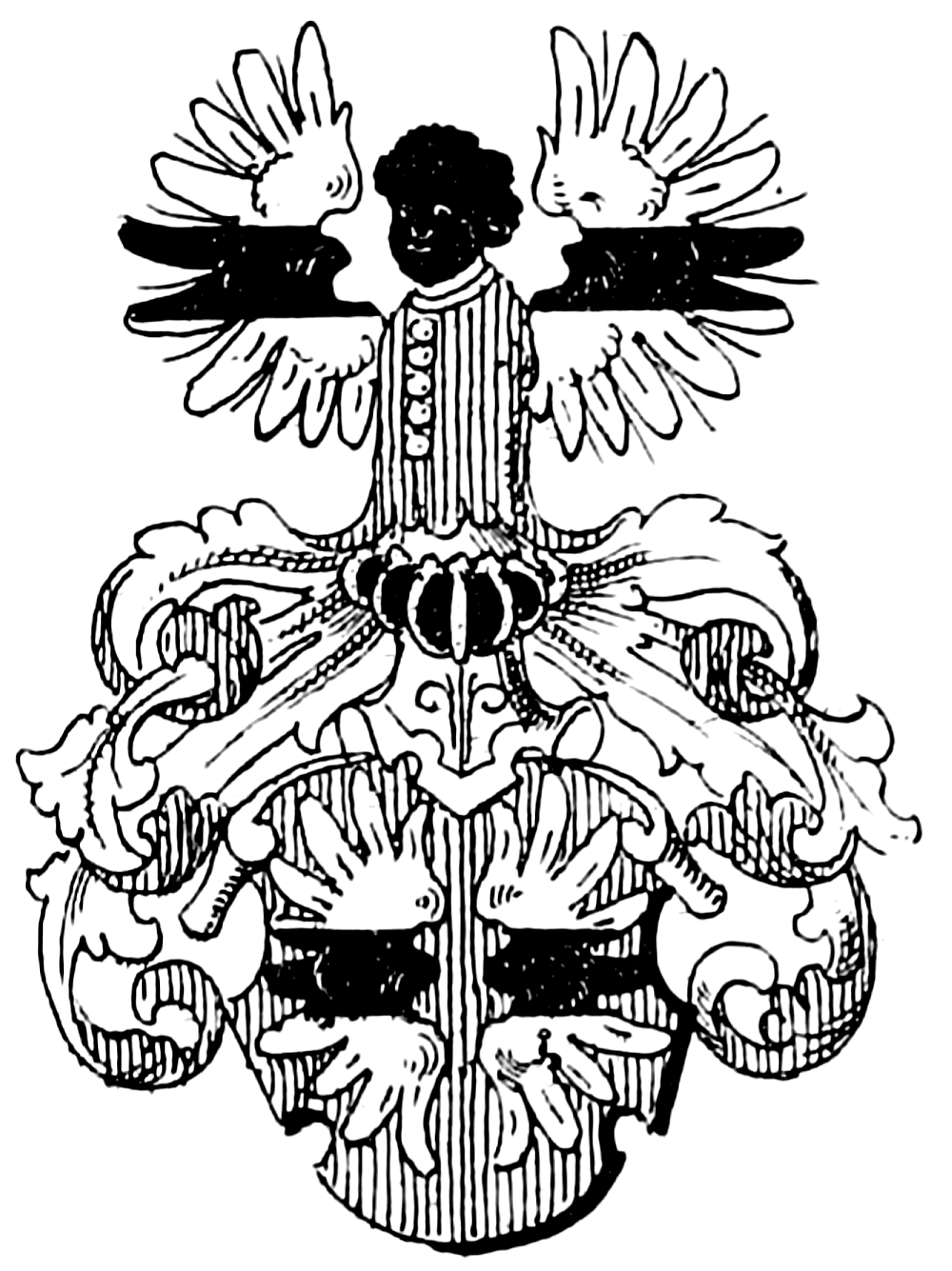
Wappen der Hund von Dorfheim (nach Siebmachers Wappenbuch)
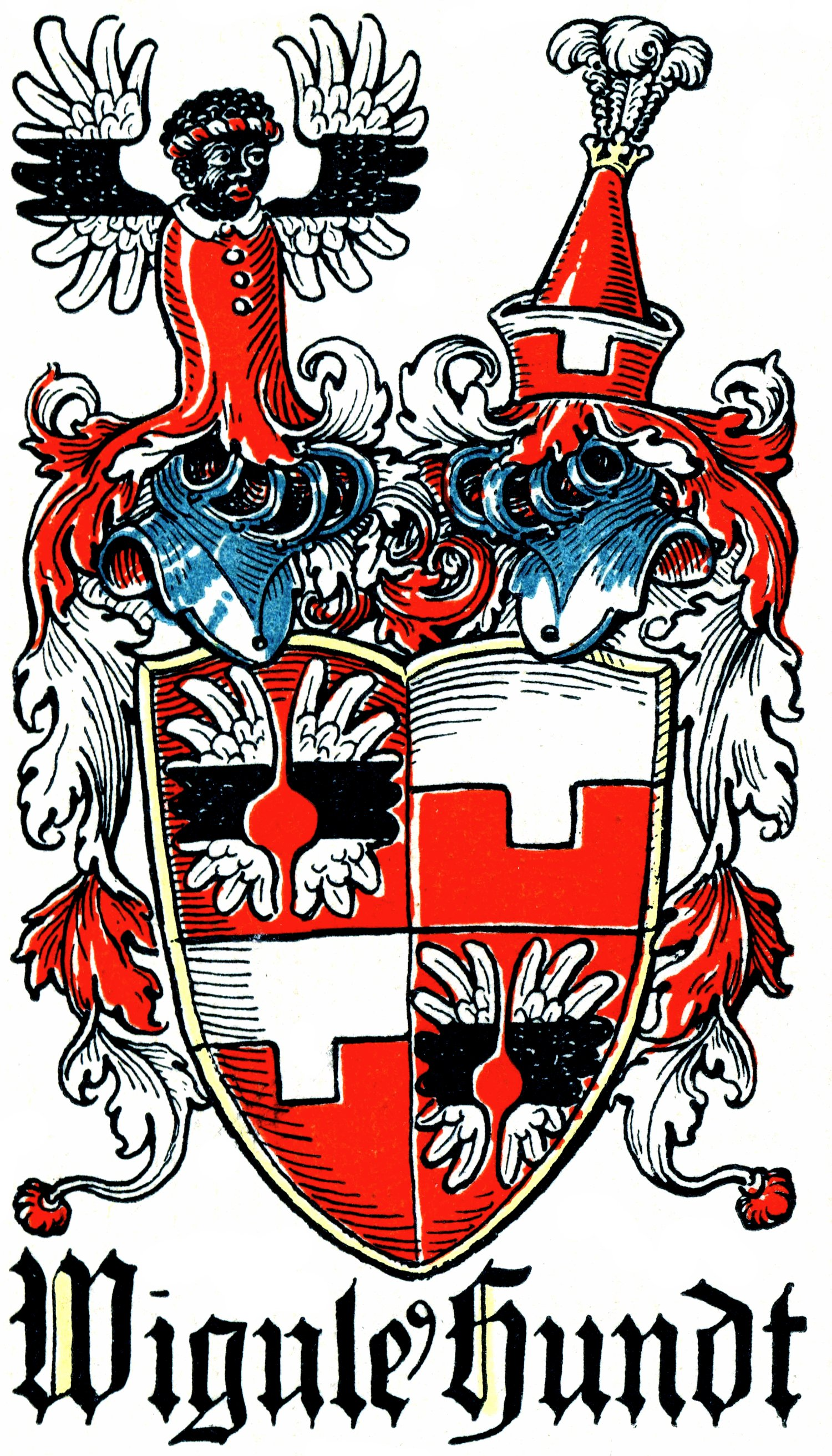
Wappen des Wiguleus Hundt von Otto Hupp im Münchener Kalender, 1934
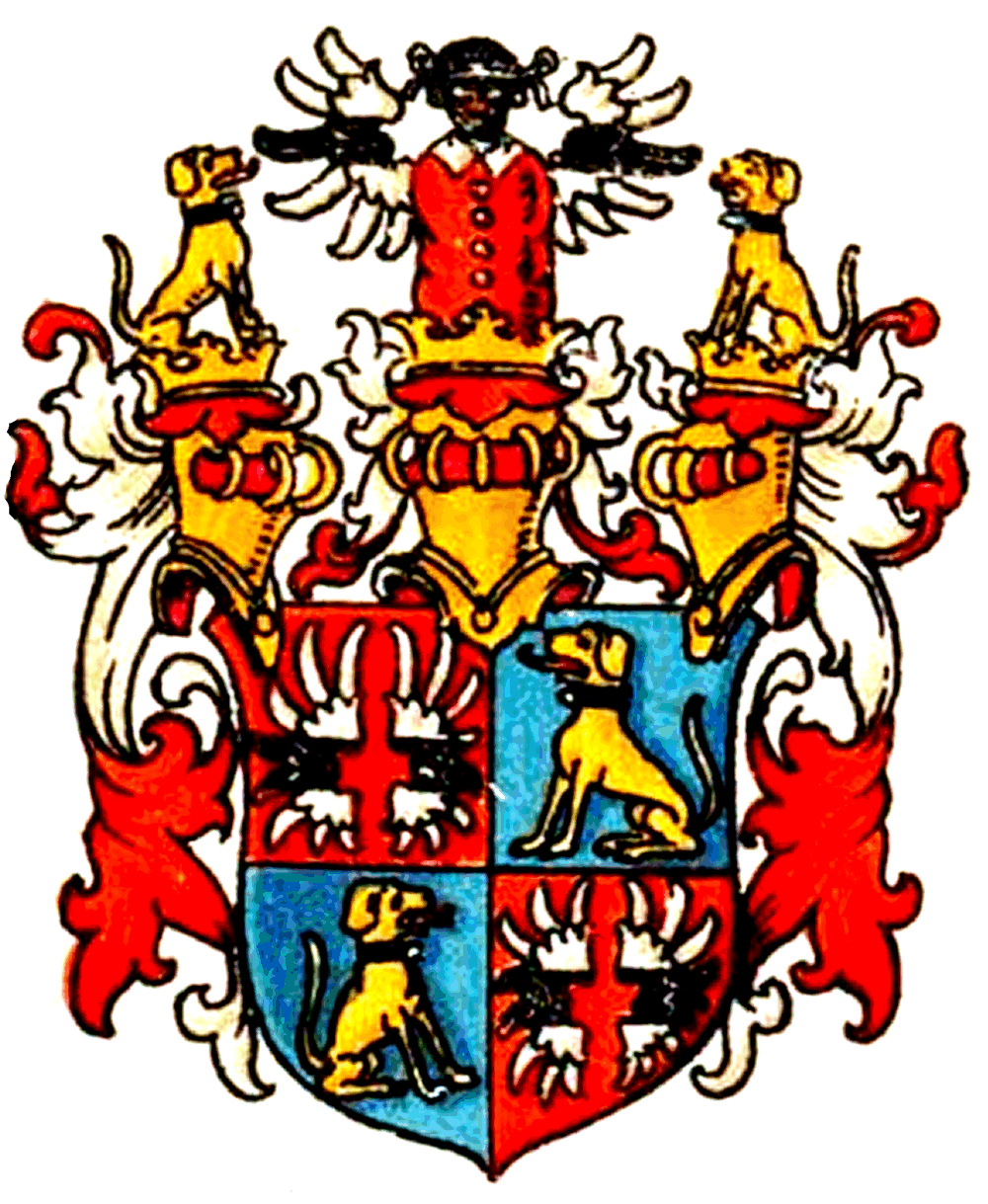
Gemehrtes Wappen der Grafen Hundt zu Lautterbach
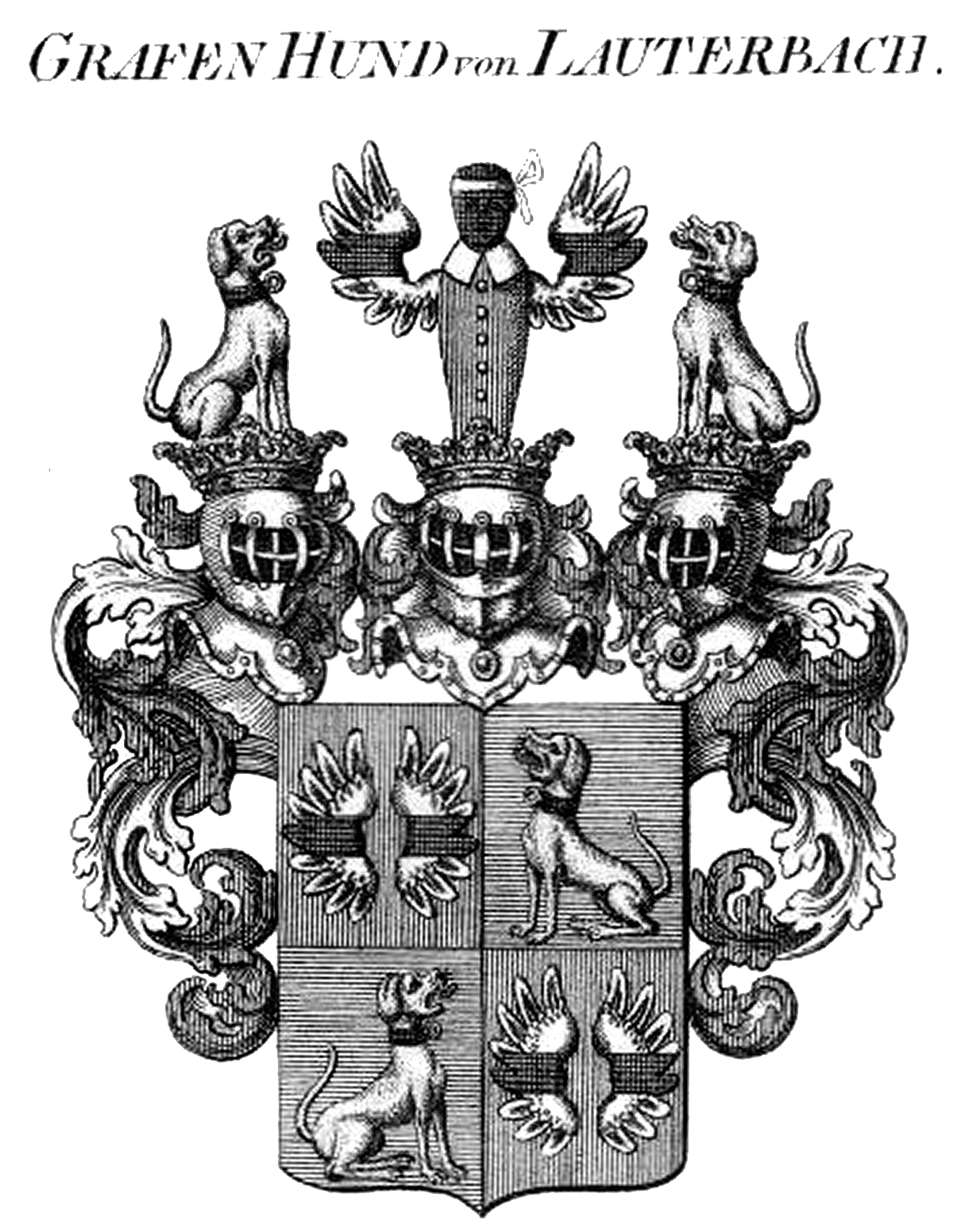
Wappen der „Grafen Hund von Lauterbach“

## Persönlichkeiten
- Magdalena Hundt von Lauterbach (gest. 1554) war von 1547 bis zu ihrem Tod die letzte Äbtissin des Benediktinerinnenklosters Neuburg an der Donau.
- Christoph Hund von Lauterbach, Kanoniker in Eichstätt, † 1. Dezember 1567 in Eichstätt, Grabplatte im Mortuarium des Eichstätter Domes.
- Wiguleus Hund (auch Wiguläus Hundt; 1514–1588), Jurist und Geschichtsschreiber.
- Barbara Hundt von Lauterbach (ca. 1573–1639) leitete von 1622 bis 1639 als Meisterin das Benediktinerinnenkloster Urspring bei Schelklingen. Sie baute nach einem Brand von 1622 bis 1627 Kloster und Kirche neu auf und führte mit wechselndem Glück den Konvent durch den Dreißigjährigen Krieg.
- Hans Wilhelm Hundt (1560–1630), Herr auf Sulzemoos und Odelzhausen, Kämmerer und Pfleger zu Menzing, Gründer des Klosters Taxa.
- Friedrich Hektor Hundt (auch Graf von Hundt, 1809–1881) Geschichtsschreiber, Königlich-kaiserlicher Kämmerer und Ministerialrat, Mitglied der Bayerischen Akademie der Wissenschaften.[2]

## Schlösser der Familie

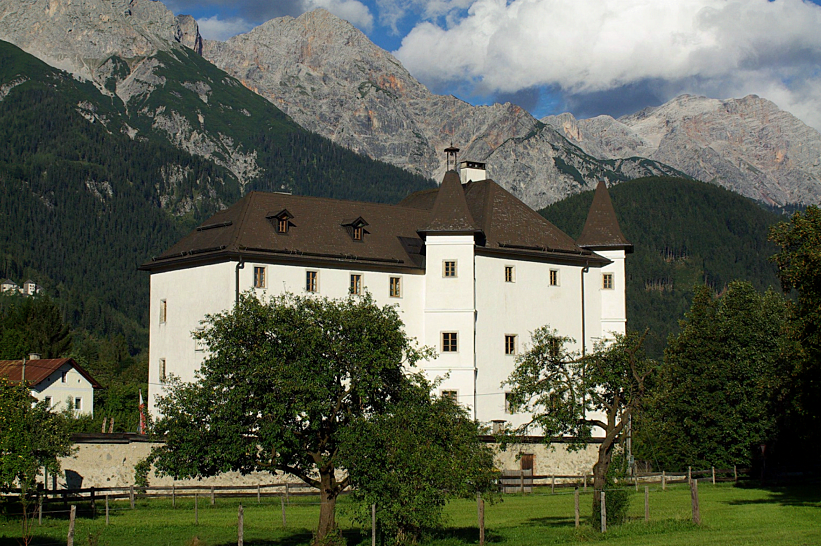
Schloss Dorfheim im Pinzgau

- Schloss Dorfheim im Pinzgau (vor 1369 bis 1628 im Besitz der salzburgischen Hunt von Dorfheim)
- Schloss Lauterbach bei Bergkirchen (seit 1449 bis heute)
- Schloss Kaltenberg (1469 bis 1612)
- Schloss Sulzemoos (1546 bis ca. 1639)
- Burg Unter-Falkenstein (1556 bis ca. 1784)
- Schloss Lenting (1575 bis 1605 im Besitz des Wiguleus Hundt zu Sulzemoos)
- Schloss in Odelzhausen (? bis ?)
- Schloss Eisolzried (1598–1727, 1889 abgebrochen)
- Schloss Unterweikertshofen (seit 1800 bis heute)
- Schloss Offenberg, Niederbayern (1838–1875, Erbe der Hyazinthe Freiin von Pronath, Gemahlin des Grafen Phillip von Hundt, 1875 verkauft)